# Чинадійово (зупинний пункт)
Чинаді́єво — пасажирський зупинний пункт Ужгородської дирекції Львівської залізниці.
Розташований у селищі Чинадійово Мукачівського району Закарпатської області між зупинним пунктом Чинадієво ІІ та станцією Кольчино.